# 鹹海-裡海盆地

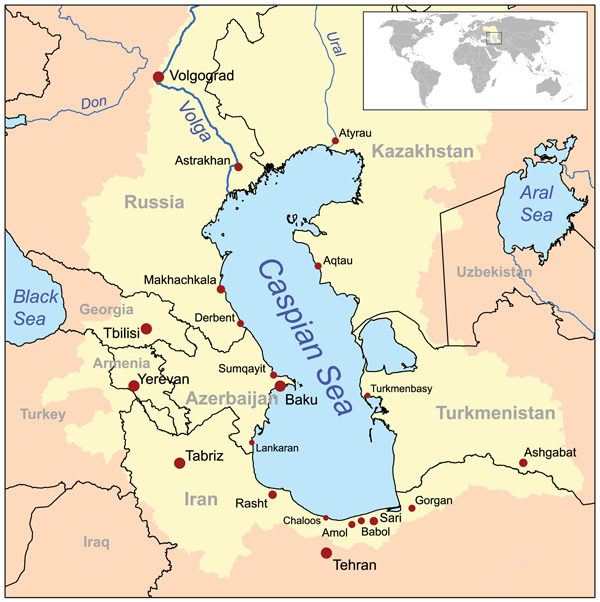

鹹海-裡海盆地是歐洲和亞洲之間的盆地，位於鹹海和裡海北部沿岸，穿越阿塞拜疆、俄羅斯、哈薩克、烏茲別克和土庫曼等國家。